# Гуру Хар Рай
Гуру Хар Рай (в.-пандж. ਗੁਰੂ ਹਰਿ ਰਾਇ ਜੀ; 26 февраля 1630, Киратпур Сахиб, Империя Великих Моголов — 6 октября 1661, там же) — седьмой гуру сикхов.

## Биография
Хар Рай родился 26 февраля 1630 года в городе Киратпур, район Ропар в Пенджабе. Его отцом был Баба Гурдитта, а его матерью — Мата Нихаль Каур. Он был посвящён в сан Гуру 8 марта 1644 года в четырнадцатилетнем возрасте в городе Киратпур. Гуру Сахиб имел две жены: Биби Котакадьани и Биби Кишан Каур, и двух сыновей: старший сын Баба Рам Раи, от первой жены, и Харикришан (следующий восьмой Гуру) — от второй.
Гуру Хар Рай прошёл через регионы Пенджаба, Доаба и Малва с целью объединения финансовых средств религиозного движения Сикхов. Он сформировал и содержал кавалерию из 2200 всадников, но в основном посвятил себя исключительно мирному образу жизни. Он помог Дару Шикоху (1615—1659), старшему сыну Императора Аурангзеба (1658—1707), когда тот недомогал. Император Аурангзеб вызвал Гуру Хар Рай в Дели, но тот послал вместо себя своего старшего сына, Рам Раи.
Гуру Хар Рай назначил своего младшего сына, Хар Кришана, преемником Божественности.
Гуру Хар Рай умер 6 октября 1661 года в городе Киратпур Сахиб.